# Kenelm Lee Guinness

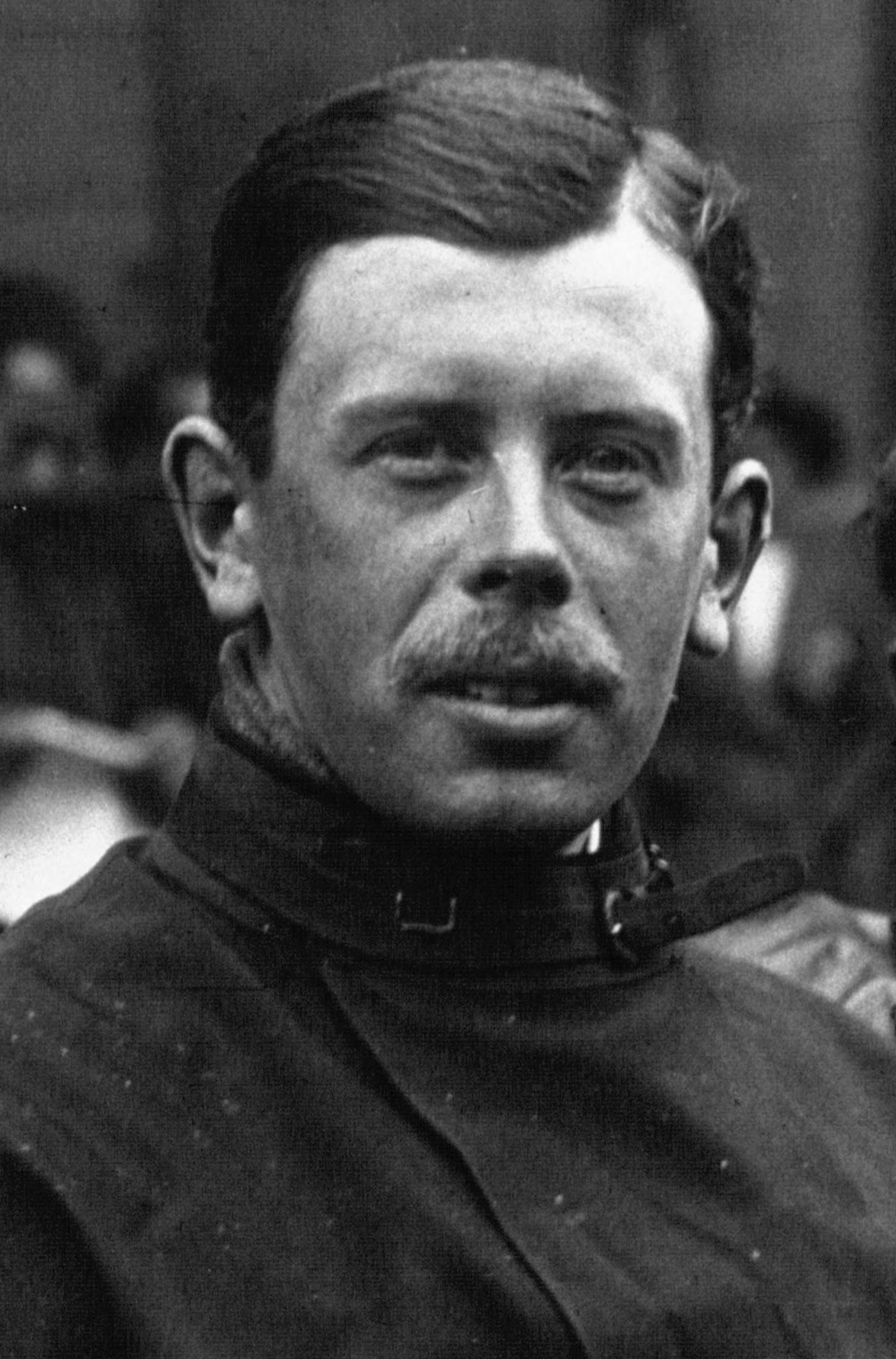
Kenelm Lee Guinness in 1914

Kenelm Edward "Bill" Lee Guinness (MBE), (Dublin, 14 augustus 1897 - Kingston Hill, Londen, 10 april 1937) was een Iers autocoureur en de uitvinder van de KLG-bougie. In 1922 reed hij een wereldsnelheidsrecord op land. Hij was lid van de brouwersfamilie Guinness en directeur van de brouwerij.

## KLG bougies
Nadat hij problemen had gekregen tijdens de Tourist Trophy van 1912 besloot Guinness een betere bougie te ontwikkelen. Hiervoor gebruikte hij laagjes mica als isolator. Daardoor werd de betrouwbaarheid groter dan die van de gebruikelijke porseleinen isolatoren. In zijn werkplaats in een voormalige pub, "The Bald Face Stag" in Putney (Londen) ging hij de KLG-bougies produceren en hij leverde ze aan andere coureurs, zoals Henry Segrave en Malcolm Campbell. De bougies verwierven een goede reputatie in vliegtuigmotoren en ze werden volop toegepast tijdens de Eerste Wereldoorlog. Guinness nam dienst bij de Royal Navy, maar omdat het War Office zijn werk als bougieproducent belangrijker vond werd hij verzocht ontslag te nemen. In 1919 verkocht Guinness de productierechten van zijn bougies aan de Smiths Group, en in 1927 verkocht hij het hele bedrijf, maar hij bleef als adviseur werken. Doordat de voor wereldsnelheidsrecords gebruikte Sunbeam-motoren uit vliegtuigen stamden werden ook daar KLG bougies toegepast (de Sunbeam 1000 HP van Segrave had er 48). Een slecht werkende bougie was daardoor nauwelijks op te sporen.

## Autoracerij
Al tijdens zijn studiejaren aan de Universiteit van Cambridge was Kenelm Lee Guiness geïnteresseerd in autoracen, en hij reed als monteur mee met zijn broer Sir Algernon Guiness (tot 1924 was het gebruikelijk dat in een raceauto een monteur als passagier mee reed). Zijn eerste race als coureur was de race op het Mountain Circuit op Man in 1907 met een Darracq. Hij viel uit met een kapotte as. In hetzelfde jaar nam hij deel aan de Belgische Grand Prix in Bastogne. Rond die tijd huurde hij een ruimte in een voormalige pub, "The Bald Faced Stag" in Putney (Londen).

### Sunbeam, Darracq, Talbot
In 1913 bestond het raceteam van Sunbeam uit Louis Coatalen, Dario Resta, Jean Chassagne en Kenelm Lee Guinness. Een eenzits versie van de Grand Prix auto (die normaal tweezitters waren omdat de monteur mee reed) reed 12 uur lang op Brooklands, afwisselend bestuurd door Chassagne, Resta en Guinness en verbrak alle wereldsnelheidsrecords van 2 tot 12 uur en van 200 tot 1.000 mijl. In 1913 won Guinness de TT van Man en hij viel uit tijdens de Franse Grand Prix, maar pas in 1914 werd hij als vaste coureur aan het team van Sunbeam toegevoegd. In dat jaar won hij met een Sunbeam TT 3,2 liter de TT van Man en in Frankrijk viel hij opnieuw uit. Tijdens de Eerste Wereldoorlog was racen verboden, maar in 1919 startte Sunbeam de racerij weer op. Dat gebeurde aanvankelijk vooral met betrouwbaarheidsritten en heuvelklimwedstrijden. In dat jaar verongelukte het hoofd van het Experimental Department, Joseph Christiaens, tijdens een test van een raceauto in Villiers Street in Wolverhampton, de thuisbasis van Sunbeam. Zijn passagier Frank Bill was zo ernstig gewond dat hij de rest van zijn leven op krukken moest lopen. Waarschijnlijk werd het racen daardoor enkele jaren op een laag pitje gezet. In 1920 werd Sunbeam, geplaagd door niet betaalde oorlogsopdrachten, samengevoegd met Talbot en Darracq en vormde op die manier de S.T.D.-Group. Aanvankelijk werd Henry Segrave de belangrijkste coureur van het bedrijf, maar op 18 mei 1922 reed Kenelm Lee Guinness een aantal snelheidsrecords in Brooklands met een 18 liter 350 pk Sunbeam Manitou V12 vliegtuigmotor, de Sunbeam 350 pk. Hij haalde 121,54 mph (195,6 km/h), en daarna reed hij records op de halve mijl, de kilometer, de mijl en de twee mijlen. Op de halve mijl met vliegende start haalde hij 136,05 mph (218,95 km/h). Dit was Sunbeams eerste succes op dit gebied, maar er zouden er nog vele volgen. Vanaf dat moment waren circuits te beperkt voor wereldsnelheidsrecords en zocht men zijn toevlucht op stranden, zoals het strand van Saltburn-by-the-Sea en Daytona Beach. De auto werd verkocht aan Malcolm Campbell, die er zijn eerste "Blue Bird" van maakte. In 1922 was het racesucces beperkt, maar in 1923 werd de Franse Grand Prix gewonnen door Segrave, Divo werd tweede en Guinness vierde. Voor het eerst had een Britse auto een Grand Prix gewonnen.

## Einde racecarrière
Vanaf 1923 troffen een aantal rampen het Sunbeam-Darracq-Talbot raceteam. Dario Resta verongelukte in 1923 tijdens een recordwedstrijd op Brooklands, de International Class "E" Records Meeting op 2 september. Hij was 40 jaar oud. Zijn monteur Bill Perkins raakte zwaargewond. Perkins zou in de Spaanse Grand Prix in Lasarte als monteur met Kenelm Lee Guinness mee rijden, maar lag nog in het ziekenhuis na zijn crash met Resta. Tom Barrett nam zijn plaats in. Barrett was eigenlijk de monteur van Henry Segrave, maar Kenelm Lee Guinness, de eerste rijder van het team, kon vanwege zijn gebrekkige Italiaans niet goed werken met de andere monteur, de Italiaan Marocchi. Daarom gaf hij de voorkeur aan Barrett. Segrave sprak wel Italiaans en had er geen probleem mee. Door een scheur in het wegdek verloor Guinness de controle, de auto ging over de kop en de twee passagiers vlogen er uit. Tom Barrett kwam ongelukkig neer en overleed ter plaatse. Guinnes had verwondingen aan zijn hoofd en ledematen en zou nooit meer racen. Segrave wist niet dat Barrett en Guinness bij het ongeluk betrokken waren, reed door en won de race. Kenelm Lee Guinness kwam de gevolgen van het ongeluk nooit helemaal te boven. Na dit ongeluk kwam een einde aan de meerijdende monteurs in raceauto's. In 1927 begeleidde Kenelm Lee Guinness zijn collega Henry Segrave toen die de Sunbeam 1000 HP meenam naar Daytona Beach om het wereldsnelheidsrecord van Campbell te verbeteren.

## Yachting
Kenelm Lee Guinness was altijd geïnteresseerd in varen, en in 1919 kocht hij een afgedankte mijnenveger, de "Samuel Green", die hij ombouwde tot vistrawler en "Ocean Rover" doopte. Het werd een luxe jacht, met gastenverblijven maar ook laadruimte om raceauto's te vervoeren. In 1926 gebruikte hij dit schip om samen met zijn vriend Malcolm Campbell op schattenjacht op de Cocoseilanden te gaan.

## Overlijden
Kenelm Lee Guinness probeerde na het einde van zijn racecarrière zijn leven weer een doel te geven. Hij verkocht echter zijn bougiefabriek, moest zijn eigen verwondingen te boven komen en leed steeds meer onder de dood van zijn monteur Tom Barrett. In 1937 leed hij aan waanvoorstellingen en hij werd opgenomen in een verzorgingstehuis. Op 10 april 1937 werd hij dood gevonden in zijn slaapkamer. Hij had zichzelf vergast. Hij werd op 14 april begraven op het kerkhof van Putney Vale, vlak bij de KLG-fabriek.